# Eutelsat 115 West B

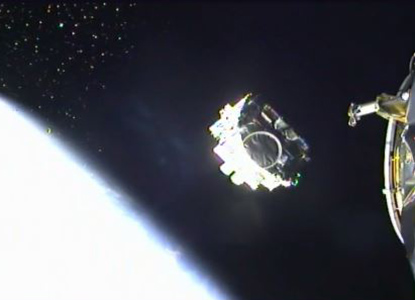
Eutelsat 115 West B nach der Trennung der zweiten Stufe.

Eutelsat 115 West B (ehemals SATMEX 7) ist ein  Kommunikationssatellit der Eutelsat S.A. (vormals European Telecommunications Satellite Organization) (Eutelsat) mit Sitz in Paris.
Er wurde am 2. März 2015 mit einer Falcon 9-Trägerrakete vom Startkomplex 40 der Cape Canaveral AFS zusammen mit ABS-3A in eine geostationäre Umlaufbahn gebracht. Er soll auf dieser Position den Satelliten Eutelsat 115 West A (Satmex 5) ersetzen.
Der dreiachsenstabilisierte Satellit ist mit 34 Ku-Band und 12 C-Band-Transpondern ausgerüstet und soll von der Position 114,9° West aus die USA sowie Teile von Kanada, Alaska und Südamerika mit Telekommunikationsdienstleistungen und Fernsehen versorgen. Er wurde auf Basis des Satellitenbus Boeing 702SP von Boeing Satellite Systems gebaut und besitzt eine geplante Lebensdauer von 15 Jahren.